# Hoplorana vadoni
Hoplorana vadoni là một loài bọ cánh cứng trong họ Cerambycidae.